# Fotogrammi d'argento 1985
La 35ª edizione dei Fotogrammi d'argento, assegnati dalla rivista spagnola di cinema Fotogramas, si è svolta l'11 marzo 1985.

## Premi e candidature

### Miglior film spagnolo
- Tasio, regia di Montxo Armendáriz[2]

### Miglior film straniero
- Paris, Texas (Paris, Texas), regia di Wim Wenders[2]  ·   Germania Ovest /  Francia /   Regno Unito

### Miglior attrice cinematografica
- Carmen Maura - Che ho fatto io per meritare questo? (¿Qué he hecho yo para merecer esto?)[1]
- Victoria Abril - Las bicicletas son para el verano e La noche más hermosa
- Chus Lampreave - Che ho fatto io per meritare questo? (¿Qué he hecho yo para merecer esto?)
- Charo Lopez - Epílogo
- Terele Pávez - I santi innocenti (Los santos inocentes)

### Miglior attore cinematografico
- Francisco Rabal - I santi innocenti (Los santos inocentes), Sal gorda e Epílogo[1]
- Imanol Arias - La muerte de Mikel
- Patxi Bisquert - Tasio
- Agustín González - Las bicicletas son para el verano e I santi innocenti (Los santos inocentes)
- Alfredo Landa - I santi innocenti (Los santos inocentes)

### Miglior interprete televisivo
- Concha Velasco - Teresa de Jesús[1]
- Pepa Flores - Proceso a Mariana Pineda
- Agustín González - Cuentos imposibles
- Silvia Munt - La plaza del diamante
- Rosa Maria Sardà - Ahi te quiero ver

### Miglior interprete teatrale
- Jose Maria Rodero - Luces de Bohemia
- Ana Belén - La casa di Bernarda Alba
- Mary Carrillo - Buenas noche, madre
- Els Joglars - Tededum
- Tricicle - Exit